# Raport mniejszości (serial telewizyjny)
Raport mniejszości (ang. Minority Report) – amerykański serial telewizyjny (dramat kryminalny, science fiction) z 2015 roku, stworzony przez Maxa Borensteina na podstawie Raport mniejszości autorstwa Philipa K. Dicka. Serial jest kontynuacją filmu o tym samym tytule w reżyserii Stevena Spielberga. 
Raport mniejszości był emitowany od 21 września 2015 przez  FOX.
10 października 2015 stacja FOX ogłosiła anulowanie serialu po pierwszym sezonie, który składał się z 10 odcinków .
W Polsce Raport mniejszości udostępniony został w ramach usługi VOD Seriale+ platformy nc+ od 3 listopada oraz od 5 lipca 2016 przez Fox Polska.

## Fabuła
Serial skupia się na trójce jasnowidzów, którzy starają się żyć normalnie. Jednym z jest Dash, który chce wykorzystać swój dar w słusznej sprawie. Spotyka Larę Vegę, detektyw, która wykorzysta ten dar do rozwiązania spraw.

## Obsada
- Daniel Londons jako Wally [4]
- Laura Regan jako Agatha[5]
- Li Jun Li jako Akeela [4]
- Meagan Good jako Lara Vega[6]
- Stark Sands jako Dash/Arthur[7]
- Zhane Hall jako Rico
- Tina Lifford jako Lily
- Wilmer Valderrama jako Will Blak[8]
- Nick Zano jako jasnowidz Arthur[9]

### Gościnne występy
- Andrew J. West jako Peter Van Eyck[10]

## Odcinki
| Seria | Seria | Odcinki | Oryginalna emisja | Oryginalna emisja | Oryginalna emisja | Oryginalna emisja | Oryginalna emisja |
| Seria | Seria | Odcinki | Premiera serii    | Finał serii       | Premiera serii    | Finał serii       |                   |
| ----- | ----- | ------- | ----------------- | ----------------- | ----------------- | ----------------- | ----------------- |
|       | 1     | 10      | 21 września 2015  | 30 listopada 2015 | 3 listopada 2015  | 5 stycznia 2016   |                   |

| #  | Tytuł                                    | Reżyseria          | Scenariusz                      | Premiera FOX         | Premiera Seriale+ |
| -- | ---------------------------------------- | ------------------ | ------------------------------- | -------------------- | ----------------- |
| 1  | 'Jasnowidz' Pilot                        | Mark Mylod         | Max Borenstein                  | 21 września 2015     | 3 listopada 2015  |
| 2  | 'Przyjemniaczek' Mr. Nice Guy            | Greg Beeman        | Max Borenstein                  | 28 września 2015     | 10 listopada 2015 |
| 3  | 'Sokole Oko' Hawk-Eye                    | Allan Arkush       | Kevin Falls                     | 5 października 2015  | 17 listopada 2015 |
| 4  | 'Fredi' Fredi                            | Olatunde Osunsanmi | Anna Fricke                     | 12 października 2015 | 24 listopada 2015 |
| 5  | 'Teraźniejszość' The Present             | David Straiton     | Shalisha Francis                | 19 października 2015 | 1 grudnia 2015    |
| 6  | 'Wyspa wygnańców' Fiddler's Neck         | Nick Hurran        | Matt McGuinness                 | 26 października 2015 | 8 grudnia 2015    |
| 7  | 'Złodziejski kodeks' Honor Among Thieves | Sarah Pia Anderson | Sean Hennen                     | 2 listopada 2015     | 15 grudnia 2015   |
| 8  | 'Amerykański sen' The American Dream     | Adam Kane          | Lana Cho                        | 16 listopada 2015    | 22 grudnia 2015   |
| 9  | 'Memento Mori' Memento Mori              | Olatunde Osunsanmi | Max Borenstein, Greg Borenstein | 23 listopada 2015    | 29 grudnia 2015   |
| 10 | 'Wszyscy uciekają' Everybody Runs        | Greg Beeman        | Max Borenstein, Kevin Falls     | 30 listopada 2015    | 5 stycznia 2016   |

## Produkcja
10 stycznia 2015 roku, stacja FOX zamówiła odcinek pilotowy. W dniu 9 maja 2015 roku stacja FOX zamówiła serial Minority Report na sezon telewizyjny 2015/2016.